# IRC bot

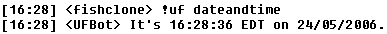
Egy IRC bot egy beszélgetésben

Az IRC bot vagy robot egy olyan szkript vagy önálló program, amely kliensként kapcsolódik az Internet Relay Chat (IRC)-hez és az IRC felhasználói számára egyszerű felhasználóként jelenik meg. Egy IRC robot eltér egy normál klienstől, mivel az emberi felhasználóknak az IRC interaktív hozzáférésének biztosítása helyett automatizált funkciókat lát el.

## Történelem
A legrégebbi robotok Jyrki Alakuijala Puppe-ja, Bill Wisner Bartender-e és Greg Lindahl GM-e (a Hunt the Wumpus című számítógépes játék Game Manager-e) voltak. Idővel a robotok fejlődésével különböző speciális szolgáltatásokat láttak el, mint például csatornák kezelését, levelezési és kapcsolattartási listák karbantartása és az adatbázisokhoz való hozzáférés biztosítása.

## Feladata
Általában egy IRC robot elkülönített programként van telepítve és egy stabil host-ról fut. Feladata többek között, hogy távol tartsa az olyan rosszindulatú felhasználókat, akik jogosulatlanul akarják az IRC csatorna irányítását. Beállítható továbbá, hogy operátori jogosultsággal ruházzon fel személyeket, amikor azok csatlakoznak a csatornához, valamint képes egy egységes operátor-listát is készíteni. Az elérhető funkciók többsége megköveteli, hogy a robot operátori jogosultsággal rendelkezzen a csatornán. Ezért az IRC botok többsége hosszú futási (uptime) idővel és stabil internetkapcsolattal rendelkező, általában BSD vagy Linux rendszerű számítógépekről fut.
A jogosultságok kezelése mellett egy robot képes az IRC csatorna tartalmának naplózására, egyszerűbb, előre megadott kérdésekre való válaszolásra, statisztikák készítésére (például a legtöbbet posztoló és elérhető felhasználókról), valamint különböző játékok futtatására (mint például sakk). Ezeket a funkciókat általában szkriptek biztosítják és általában valamilyen interpreteres nyelven (Tcl, Perl) íródtak. A fájlmegosztásra szakosodott csatornák gyakran XDCC botokat használnak fájljaik terjesztésére.
Hasznos tulajdonságaik ellenére a robotok nem minden IRC netwok szívesen látott vendége. Ennek az az egyik oka, hogy minden egyes, a hálózathoz kapcsolódó felhasználók nevei növeli a hálózati adatbázis méretét, amelyet szinkronizálnak minden szerverre. A robotok engedélyezése nagyobb hálózatokon jelentős mennyiségű hálózati forgalmat okozna, amelyet a szervereknek ki kell szolgálniuk és akár netsplit-hez is vezethet (ilyenkor legalább két IRC szerver között megszakad a kapcsolat).

## Fordítás
- Ez a szócikk részben vagy egészben  az   IRC bot című angol Wikipédia-szócikk ezen változatának fordításán alapul.  Az eredeti cikk szerkesztőit annak laptörténete sorolja fel. Ez a jelzés csupán a megfogalmazás eredetét és a szerzői jogokat jelzi, nem szolgál a cikkben szereplő információk forrásmegjelöléseként.

## Külső hivatkozások
- Ircbot.hu Archiválva 2006. február 12-i dátummal a Wayback Machine-ben A magyar IRC bot portál.
- IRClabor IRC Labor | Vegytiszta IRC.